# クリーン・バンディット
クリーン・バンディット（英語：Clean Bandit　公式和名：清潔な盗賊）は、2009年にイギリス・ケンブリッジで結成されたエレクトロニックのグループ。
ケンブリッジ大学で出会ったジャック・パターソン、ルーク・パターソン、グレース・チャトーの3人で構成される。
彼らの2013年のシングル『Mozart's House』は全英シングルチャートで17位にまで達した。
2014年の1月には、クラシックミュージックの要素とダンスミュージックのビートを合わせた『Rather Be』が同グループとして初めてチャートの首位に輝き、そのまま4週にわたってその座を維持した。また、アメリカでもビルボードHOT100において、最高位10位を記録した。
2016年には、ヴァイオリニストのニール・アミン・スミス（ニール・ミラン）が脱退したことを発表した。
2017年にはアン・マリーとショーン・ポールをフィーチャリングした『Rockabye』を発表した。この曲は全英シングルチャートで9週間連続1位を記録し、プラチナム認定された。
楽曲、RatherBeのMVは日本が舞台となっている。
SEKAI NO OWARIと交流があり、2019年にはコラボ曲『Lost (feat. Clean Bandit)』をリリースしている。

## ディスコグラフィー

### アルバム
| 年   | タイトル      | アルバム詳細                                                                                             | チャート最高位 | チャート最高位 | チャート最高位 | チャート最高位 | チャート最高位 | チャート最高位 | チャート最高位 | チャート最高位 | チャート最高位 | チャート最高位 | 認定                        |
| 年   | タイトル      | アルバム詳細                                                                                             | UK             | AUT            | BEL            | FRA            | GER            | IRE            | NL             | NZ             | SWI            | US             | 認定                        |
| ---- | ------------- | --- | -------------- | -------------- | -------------- | -------------- | -------------- | -------------- | -------------- | -------------- | -------------- | -------------- | --------------------------- |
| 2014 | New Eyes      | - 発売日: 2014年5月30日 - レーベル: Atlantic - フォーマット: CD, LP, digital download - 全英売上: 10万枚 | 3              | 67             | 39             | 52             | 31             | 9              | 22             | 30             | 8              | 180            | - UK: ゴールド              |
| 2018 | What Is Love? | - 発売日:2018年11月30日 - レーベル: Atlantic - フォーマット:CD, LP, digital download                     | 9              | 48             | 56             | 141            | -              | 24             | 47             | 37             | 58             | 141            | - US:ゴールド - UK:シルバー |